# 尼克·拉夫
尼克·拉夫（Nick Love，1969年12月24日—）是英國的一位電影導演和作家。他導演過足球工廠、除暴安良等電影。